# Winkelstabilität
Als winkelstabil bezeichnet man generell die kraftschlüssige Verbindung zwischen zwei Teilen, wobei die Kontaktflächen beider Teile fest und bewegungsfrei miteinander verbunden sind. Im Bereich der Osteosynthese existieren die Begriffe unidirektional-winkelstabil und multidirektional-winkelstabil. Die Begriffe gehen auf den Hamburger Chirurgen Dietmar Wolter zurück.
Beide Begriffe beschreiben die winkelstabile Verbindung zwischen Knochenschraube und Knochenplatte, wobei die Schraubenlage in unidirektional-winkelstabilen Plattensystemen nicht frei wählbar ist, und der Winkel zwischen Schraube und Platte meistens 90 Grad beträgt. Im multidirektional-winkelstabilen Plattensystem ist die Schraubenlage bis zu einem Variationswinkel von 20 Grad frei wählbar. Die operativen Möglichkeiten werden dadurch deutlich erhöht.
Das patentierte, multidirektionale Plattensystem „tifix“" zum Beispiel erreicht multidirektionale Winkelstabilität durch Kaltverschweißung zwischen dem Rand des Schraubenlochs in der Knochenplatte und dem Schraubenkopf der Knochenschraube, der ein Gewinde trägt. Dieser Vorgang wird durch unterschiedlich harte Titanmaterialien von Platte und Schraube ermöglicht.
Andere Systeme versuchen z. B. durch Druckplatten o. Ä., die auf die eigentliche Knochenplatte geschraubt werden, den Schraubenkopf im Plattenloch zu fixieren, ihn also winkelstabil zu machen.